# Ladon (Loiret)
Ladon település Franciaországban, Loiret megyében. Lakosainak száma 1394 fő (2022. január 1.). Ladon Lorcy, Chapelon, Mézières-en-Gâtinais, Moulon, Ouzouer-sous-Bellegarde és Villemoutiers községekkel határos.

## Népesség
A település népességének változása:
| Lakosok száma | 912  | 1084 | 1212 | 1349 | 1376 | 1406 | 1389 | 1386 | 1385 | 1394 |
|               | 1968 | 1982 | 1990 | 2006 | 2013 | 2015 | 2017 | 2019 | 2020 | 2022 |